# Тримино

Два двусторонних тримино

5 двусторонних псевдотримино в прямоугольнике

Тримино́ (или триомино) — трёхклеточное полимино, то есть многоугольник, полученный путём объединения трёх равных квадратов, соединённых сторонами.
Если повороты и зеркальные отражения не считать различными формами, то существует только две «свободных» формы тримино (см. рисунок): прямое (I–образное) и угловое (L– или V–образное). Поскольку обе формы свободных тримино имеют осевую симметрию, они же являются двумя формами односторонних тримино (у которых зеркальные отражения считаются различными формами). Если повороты также считать различными формами, существует 6 «фиксированных» тримино: два прямых и четыре угловых. Они могут быть получены вращением двух вышеуказанных фигур на 90°, 180° и 270°.
Как и другие полимино, тримино используются в задачах занимательной математики (например, на составление фигур из полимино). Шахматную доску 8 × 8 можно покрыть 21 прямым тримино и 1 мономино в том и только в том случае, если мономино расположено на одном из полей c3, c6, f3, f6. 21 угловое тримино и 1 мономино покрывают шахматную доску при любом положении мономино.
Существует 5 свободных, или двусторонних псевдотримино, из которых можно составить прямоугольник размером 3 × 5.